# Bataille de Gallipoli (1416)
Guerres vénéto-ottomanes
La bataille de Gallipoli eut lieu le 29 mai 1416 entre un escadron de la marine vénitienne et la flotte de l'Empire ottoman au large de la base navale ottomane de Gallipoli. La bataille a été l'épisode principal d'un bref conflit entre les deux puissances, résultant des attaques ottomanes contre les possessions vénitiennes et la navigation dans la mer Égée à la fin de 1415. La flotte vénitienne, sous Pietro Loredan, était chargée de transporter des envoyés vénitiens auprès du sultan, mais était autorisé à attaquer si les Ottomans refusaient de négocier. Les événements ultérieurs sont connus principalement à partir d'une lettre écrite par Loredan après la bataille. Les Ottomans ont échangé le feu avec les navires vénitiens dès que la flotte vénitienne s'est approchée de Gallipoli, forçant les Vénitiens à se retirer.
Le lendemain, les deux flottes manœuvrent et combattent près de Gallipoli. Au cours de la soirée, Loredan parvient à contacter les autorités ottomanes et à les informer de sa mission diplomatique. Malgré les assurances que les Ottomans accueilleraient les envoyés, lorsque la flotte vénitienne s'approcha de la ville le lendemain, la flotte ottomane navigua à la rencontre des Vénitiens et les deux camps s'impliquèrent rapidement dans la bataille. Les Vénitiens remportèrent une victoire écrasante, tuant l'amiral ottoman, capturant une grande partie de la flotte ottomane et en faisant prisonnier un grand nombre, dont beaucoup - en particulier les chrétiens servant volontairement dans la flotte ottomane - furent exécutés. Les Vénitiens se sont ensuite retirés à Tenedos pour se ravitailler et se reposer. Bien que victoire vénitienne écrasante, qui confirma la supériorité navale vénitienne en mer Égée pour les prochaines décennies, le règlement du conflit fut retardé jusqu'à la signature d'un traité de paix en 1419.

## Contexte

Carte du sud des Balkans et de l'ouest de l'Anatolie en 1410, au cours de la dernière phase de l'interrègne ottoman.

En 1413, le prince ottoman Mehmed Ier a mis fin à la guerre civile de l'Interrègne ottoman et s'est établi comme sultan et le seul maître du royaume ottoman. La république de Venise, en tant que première puissance maritime et commerciale de la région, s'est efforcée de renouveler les traités qu'elle avait conclus avec les prédécesseurs de Mehmed pendant la guerre civile. En mai 1414, son bailo dans la capitale byzantine, Constantinople, Francesco Foscarini, était chargé de se rendre à la cour du sultan à cet effet. Foscarini échoua, cependant, alors que Mehmed faisait campagne en Anatolie et que les envoyés vénitiens avaient traditionnellement pour instruction de ne pas s'éloigner trop du rivage (et de la portée de la République). Foscarini n'avait pas encore rencontré le sultan en juillet 1415, lorsque le mécontentement de Mehmed face à ce retard fut transmis aux autorités vénitiennes. Entre-temps, les tensions entre les deux puissances montaient, alors que les Ottomans se déplaçaient pour rétablir une marine importante et lançaient plusieurs raids qui défiaient l'hégémonie navale vénitienne dans la mer Égée.
Au cours de sa campagne de 1414 en Anatolie, Mehmed est venu à Smyrne, où plusieurs des dirigeants latins les plus importants de la mer Égée - les seigneurs génois de Chios, Phocée et Lesbos et même le grand maître de l'ordre de Saint-Jean de Jérusalem - sont venus lui faire obéissance. Selon l'historien byzantin contemporain Doukas (vers 1400 - après 1462), l'absence du duc de Naxos de cette assemblée a provoqué l'ire du sultan, qui en représailles a équipé une flotte de 30 navires, sous le commandement de Çali Bey et à la fin de 1415 l'envoya attaquer les domaines du duc dans les Cyclades. La flotte ottomane ravagea les îles et emporta une grande partie des habitants d'Andros, Paros et Milos,,. D'autre part, l'historien vénitien Marino Sanuto le Jeune (1466–1536) indique que l'attaque ottomane était en représailles aux raids contre la navigation ottomane entrepris par Pietro Zeno, le seigneur d'Andros. Comme le duc de Naxos, Zeno était un citoyen vénitien et un vassal de la république de Venise, mais il n'avait pas été inclus dans les traités précédents entre la République et les Ottomans et avait continué à attaquer les navires ottomans pour son propre compte,.
En juin 1414, des navires ottomans attaquèrent la colonie vénitienne d'Eubée et pillèrent sa capitale, Negroponte, faisant prisonnier presque tous ses habitants. Sur quelque 2 000 captifs, la République a pu, après des années, obtenir la libération de 200 personnes, pour la plupart âgées, femmes et enfants, le reste étant vendu comme esclaves. De plus, à l'automne 1415, en représailles aux attaques de Zeno, une flotte ottomane de 42 navires - 6 galères, 26 galléots et le reste des brigantins plus petits - tenta d'intercepter un convoi marchand vénitien en provenance de la mer Noire sur l'île de Tenedos, à l'entrée sud des Dardanelles. Les navires vénitiens ont été retardés à Constantinople par le mauvais temps, mais ont réussi à traverser la flotte ottomane et à distancer sa poursuite jusqu'à la sécurité de Negroponte,. La flotte ottomane a plutôt attaqué Eubée, y compris une attaque sur la forteresse d'Oreos (Loreo) dans le nord de l'Eubée, mais ses défenseurs sous le castellan Taddeo Zane ont résisté avec succès. Néanmoins, les Turcs ont pu à nouveau ravager le reste de l'île, emportant 1 500 captifs, de sorte que les habitants locaux ont même demandé à la seigneurie de Venise la permission de devenir des affluents des Turcs pour garantir leur sécurité future - une demande catégoriquement rejetée par la Signoria le 4 février 1416. Les raids semèrent la panique considérable : Lepanto était désert et à Venise personne ne fut trouvé qui voulut contracter, même pour une somme modique, le droit d'équiper les galères marchandes de Tana, Constantinople et Trébizonde, qui atteignaient ordinairement des prix jusqu'à 2 000 ducats, forçant le gouvernement vénitien à fournir des escortes armées à ses propres frais. Néanmoins, les mêmes missives à Venise ont également mis en évidence le mauvais état de la flotte turque, en particulier de ses équipages, et a exprimé la certitude que si une flotte vénitienne avait été présente pour les affronter, elle aurait été victorieuse.
En réponse aux raids ottomans, le Grand Conseil de Venise s'est engagé dans des préparatifs militaires fébriles. Un prélèvement d'un demi-pour cent sur les marchandises, des soldats et des arbalétriers sont recrutés et l'expérimenté Pietro Loredan est nommé capitaine du Golfe, à la tête d'une flotte de quinze galères. Cinq devaient être équipés à Venise, quatre à Candie et un chacun à Negroponte, Napoli di Romania (Nauplie), Andros et Corfou,. Le frère de Loredan, Giorgio, Jacopo Barbarigo, Cristoforo Dandolo et Pietro Contarini ont été nommés capitaines de galère (sopracomiti), tandis qu'Andrea Foscolo et Delfino Venier ont été désignés comme provveditori de la flotte et envoyés au Sultan. Alors que Foscolo était chargé d'une mission dans la Principauté d'Achaïe, Venier était chargé de conclure un nouvel accord avec le sultan sur la base du traité conclu entre Musa Çelebi et l'envoyé vénitien Giacomo Trevisan en 1411 et d'obtenir la libération des prisonniers vénitiens faits en 1414. Si les négociations échouaient, il était habilité à chercher à former une ligue anti-ottomane avec le Bey de Karaman, le prince de Valachie et le prince ottoman rebelle Mustafa Çelebi. La nomination de Loredan était inhabituelle, car il avait récemment occupé le poste de capitaine du Golfe et la loi interdisait à quiconque d'occuper le même poste pendant trois ans après. Cependant, le Grand Conseil a annulé cette règle en raison de l'état de guerre de facto avec les Ottomans. Dans un autre mouvement calculé pour renforcer l'autorité de Loredan (et faire appel à sa vanité), une vieille règle qui était tombée en désuétude a été rétablie, selon laquelle seul le capitaine général avait le droit de porter la bannière de Saint-Marc sur son vaisseau amiral, plutôt que chaque sopracomito. Avec une « rare unanimité », le Grand Conseil vota pour autoriser Loredan à attaquer les possessions ottomanes si les Ottomans avaient continué leurs raids entre-temps. S'ils n'étaient pas disposés à négocier une cessation des hostilités, il devait protéger les navires vénitiens et attaquer les Ottomans, sans toutefois mettre ses navires en danger excessif. Néanmoins, l'accent des instructions du Conseil était d'assurer la paix et l'escadre de Loredan était conçue comme une forme de pression militaire pour accélérer les négociations. Comme aucune nouvelle des attaques ottomanes n'est arrivée jusqu'à ce que Loredan ait navigué en avril, l'attente dans le gouvernement vénitien était que la question serait probablement résolue pacifiquement.
La principale cible de la flotte de Loredan était Gallipoli, « clé des Dardanelles » et l'une des positions stratégiques les plus importantes de la Méditerranée orientale. À l'époque, c'était aussi la principale base navale turque et elle offrait un havre de paix à leurs corsaires qui attaquaient les colonies vénitiennes de la mer Égée. Avec Constantinople toujours aux mains des chrétiens, Gallipoli était également depuis des décennies le principal point de passage des armées ottomanes d'Anatolie vers l'Europe. En raison de son importance stratégique, le sultan Bayezid Ier a pris soin d'améliorer ses fortifications, de reconstruire la citadelle et de renforcer les défenses du port. Le port avait un mur côté mer et une entrée étroite menant à un bassin extérieur, séparé d'un bassin intérieur par un pont, où Bayezid érigea une tour de trois étages (le Birghoz-i Gelibolu, après le mot grec pour tour). Lorsque Ruy Gonzáles de Clavijo a visité la ville en 1403, il a rapporté avoir vu sa citadelle pleine de troupes, un grand arsenal et 40 navires dans le port.
Bayezid avait l'intention d'utiliser ses navires de guerre à Gallipoli pour contrôler (et taxer) le passage des navires par les Dardanelles, une ambition qui le mettait en conflit direct avec les intérêts vénitiens dans la région. Si la flotte ottomane n'est pas encore assez forte pour affronter les Vénitiens, elle oblige ces derniers à fournir une escorte armée à leurs convois commerciaux passant par les Dardanelles. L'obtention du droit de passage sans entrave à travers les Dardanelles était une question principale dans les relations diplomatiques de Venise avec les Ottomans : la République l'avait obtenu dans le traité de 1411 avec Musa Çelebi, mais le non-renouvellement de cet accord en 1414 avait de nouveau rendu Gallipoli, selon les termes de l'ottomaniste Halil İnalcık, « le principal objet de différend dans les relations vénitiennes-ottomanes » et l'activité navale ottomane en 1415, basée à Gallipoli, a encore souligné son importance.

### Bataille

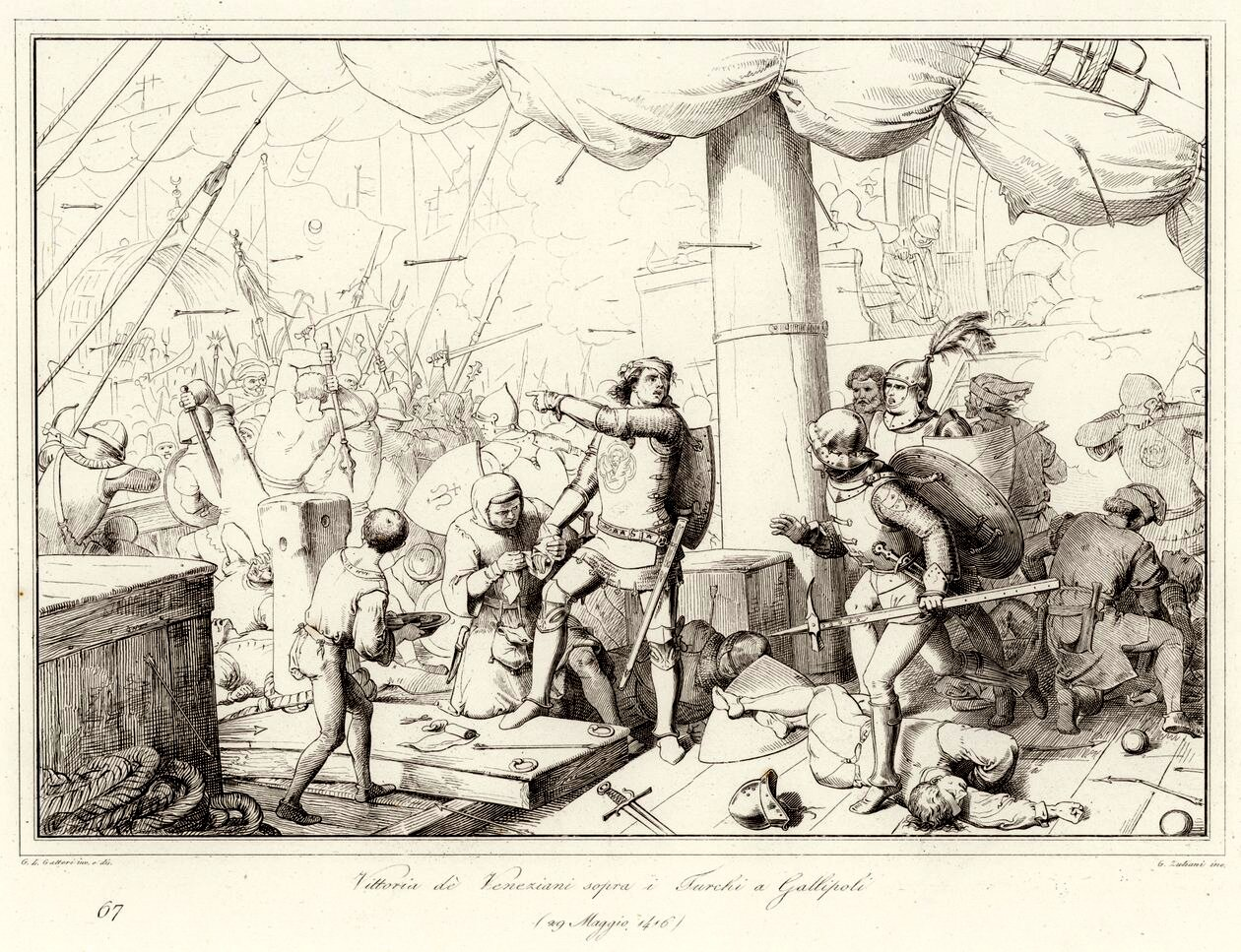
Gravure de Giuseppe Lorenzo Gatteri et Francesco Zanotto en 1863.

Les événements avant et pendant la bataille sont décrits en détail dans une lettre envoyée par Loredan à la Signoria le 2 juin 1416, qui a été incluse par l'historien vénitien du XVIe siècle Marino Sanuto dans son Histoire (publiée à titre posthume) des Doges de Venise, bien qu'avec quelques omissions majeures, qui sont remplies par le Codex Morosini d'Antonio Morisini, qui copie la lettre pratiquement textuellement,. Ce récit est essentiellement corroboré par l'historien vénitien du XVe siècle Zancaruolo, qui fournit quelques détails supplémentaires sur les archives vénitiennes ou les traditions orales aujourd'hui disparues, tandis que Doukas fournit également un compte rendu bref et quelque peu différent, qui est évidemment tiré de rumeurs et ouï-dire,. L'historien byzantin contemporain Georges Sphrantzès et Laonicos Chalcondyle fournissent également de brefs comptes rendus, soulignant la réticence des Vénitiens à se laisser entraîner dans la bataille.
Selon la lettre de Loredan, sa flotte - quatre galères de Venise, quatre de Candie et une chacune de Negroponte et Napoli di Romania - a été retardée par des vents contraires et a atteint Tenedos le 24 mai et n'est pas entrée dans le Dardanelles jusqu'au 27, quand ils sont arrivés près de Gallipoli. Loredan rapporte que les Vénitiens ont pris soin d'éviter de projeter des intentions hostiles, évitant toute préparation de bataille, comme l'érection d'un pavois autour des navires. Les Ottomans, qui avaient rassemblé une grande force d'infanterie et 200 cavaliers sur le rivage, ont commencé à tirer sur eux avec des flèches. Loredan dispersa ses navires pour éviter des pertes, mais la marée les rapprochait du rivage. Loredan a essayé de signaler aux Ottomans qu'ils n'avaient aucune intention hostile, mais ces derniers ont continué à tirer des flèches empoisonnées sur eux, jusqu'à ce que Loredan ordonne quelques coups de canon qui tuent quelques soldats et forcent les autres à se retirer du rivage vers le mouillage de leur flotte.
À l'aube du lendemain, 28 mai, Loredan envoya deux galères, portant la bannière de Saint-Marc, à l'entrée du port de Gallipoli pour ouvrir des négociations. En réponse, les Turcs ont envoyé 32 navires pour les attaquer. Loredan a retiré ses deux galères et a commencé à se retirer, tout en tirant sur les navires turcs, afin de les attirer loin de Gallipoli. Comme les navires ottomans ne pouvaient pas suivre leurs rames, ils embarquèrent également. Du côté vénitien, la galère de Napoli di Romania est restée pendant la manœuvre et risquait d'être prise par les navires ottomans à la poursuite, de sorte que Loredan a également ordonné à ses navires de mettre les voiles. Une fois qu'ils furent prêts pour le combat, Loredan ordonna à ses dix galères de baisser les voiles, de faire demi-tour et d'affronter la flotte ottomane. À ce moment-là, cependant, le vent d'est s'est levé soudainement et les Ottomans ont décidé d'interrompre la poursuite et de retourner à Gallipoli. Loredan a à son tour tenté de rattraper les Ottomans, leur tirant dessus avec ses fusils et ses arbalètes et lançant des grappins sur les navires turcs, mais le vent et le courant ont permis aux Ottomans de se retirer rapidement derrière les fortifications de Gallipoli, où ils se sont ancrés en formation de combat, avec leurs proues au large. Selon Loredan, l'engagement a duré jusqu'à la 22e heure.

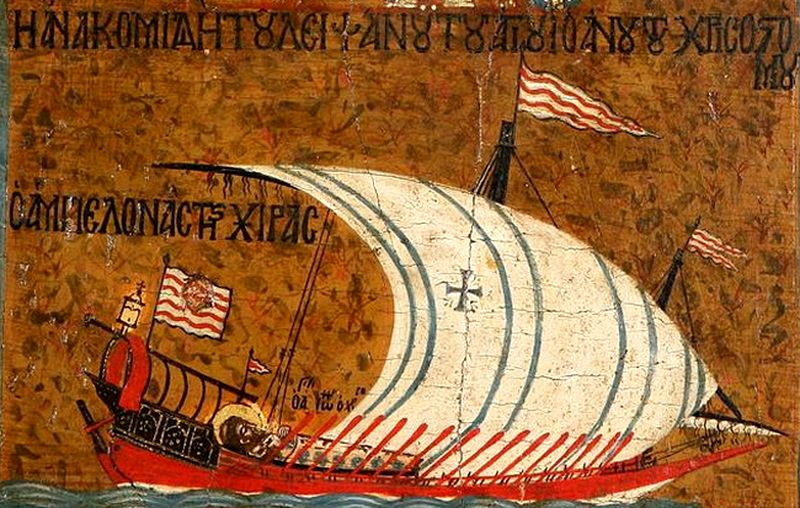
Peinture du XIVe siècle d'une lumière galère, d'après une icône maintenant au Musée byzantin et chrétien d'Athènes.

Loredan a alors envoyé un messager au commandant de la flotte ottomane pour se plaindre de l'attaque, insistant sur le fait que ses intentions étaient pacifiques et que son seul but était de transporter les deux ambassadeurs auprès du sultan. Le commandant ottoman a répondu qu'il ignorait ce fait et que la flotte était censée naviguer vers le Danube et empêcher le frère et rival de Mehmed pour le trône, Mustafa Çelebi, de passer de la Valachie à la Roumélie ottomane. Le commandant ottoman a informé Loredan que lui et ses équipages pouvaient accoster et se ravitailler sans crainte et que les membres de l'ambassade seraient transportés avec les honneurs et la sécurité appropriés jusqu'à leur destination. Loredan envoya un notaire, Thomas, avec un interprète auprès du commandant ottoman et du capitaine de la garnison de Gallipoli pour exprimer ses regrets, mais aussi pour évaluer le nombre, l'équipement et les dispositions des galères ottomanes. Les dignitaires ottomans ont rassuré Thomas de leur bonne volonté et ont proposé de fournir une escorte armée aux ambassadeurs pour les amener à la cour du sultan Mehmed,.
Après le retour de l'envoyé, la flotte vénitienne, naviguant avec difficulté contre le vent d'est, est partie et a navigué vers une baie voisine pour passer la nuit. Pendant la nuit, un conseil de guerre a été tenu, auquel Sanudo n'assista pas, contrairement à Morosini. Le provveditore Venier et le Candiot sopracomito Albano Capello ont exhorté à saisir l'occasion d'attaquer, car la flotte ottomane était désorganisée et ses équipages en grande partie composés d'esclaves chrétiens, qui étaient susceptibles de profiter de l'occasion pour s'échapper. Loredan et les autres sopracomiti hésitaient à aller à l'encontre de leurs instructions, ou à attaquer la flotte ennemie, protégée comme elle l'était par une puissante forteresse et à proximité de renforts,. Au cours de la même nuit, les navires turcs quittent leur mouillage et se déploient en ligne de bataille face aux Vénitiens, sans toutefois faire de mouvements hostiles. Mais à Gallipoli et aux alentours, de nombreux mouvements de troupes ont pu être observés, les soldats montant à bord des navires de toutes sortes. Comme le fait remarquer l'historien naval Camillo Manfroni, « c'était peut-être une mesure de précaution et de surveillance, de sorte qu'avec la faveur de la nuit, les Vénitiens ne feraient pas transporter les milices de Mustafa ; mais en même temps c'était une provocation ». Loredan a réussi à déplacer ses navires à environ un demi-mille des Turcs, mais il a également modifié ses ordres à sa flotte, lui ordonnant d'être prête pour le combat à tout moment.
Le lendemain, conformément aux messages échangés la veille, Loredan conduisit ses navires vers Gallipoli pour se ravitailler en eau, tout en laissant trois galères - celles de son frère, de Dandolo et de Capello de Candie - en réserve à l'arrière. Dès que les Vénitiens se sont approchés de la ville, la flotte ottomane a navigué à leur rencontre et une de leurs galères s'est approchée et a tiré quelques coups de canon sur les navires vénitiens. D'après le récit de Doukas, les Vénitiens poursuivaient un navire marchand de Lesbos que l'on croyait d'origine turque, venant de Constantinople. Les Ottomans pensaient également que le navire marchand était l'un des leurs et l'une de leurs galères se déplaça pour défendre le navire, amenant les deux flottes au combat.
La galère de Naples, qui naviguait à sa gauche, montrait à nouveau des signes de désordre, alors Loredan ordonna de la déplacer vers la droite, loin des Turcs qui approchaient. Loredan fit retirer ses navires un moment, afin d'attirer les Turcs. Zancaruolo et Chalcondyle rapportent que la galère de Naples a ouvert la bataille en avançant devant la flotte vénitienne - son capitaine, Girolamo Minotto, a mal interprété les signaux de Loredan de rester en arrière, selon Chalcondyle - et attaquant le vaisseau amiral ottoman, après quoi Loredan avec le reste de la flotte vénitienne a rejoint la bataille. Loredan lui-même décrit l'attaque de son propre navire contre la principale galère ottomane. Son équipage a offert une résistance déterminée et les autres galères ottomanes sont venues à l'arrière du navire de Loredan à sa gauche et ont lancé des salves de flèches contre lui et ses hommes. Loredan lui-même a été blessé par une flèche sous l'œil et le nez et par une autre qui passait par sa main gauche, ainsi que d'autres flèches qui le frappaient avec moins d'effet. Néanmoins, la galère ottomane a été capturée après que la plupart de son équipage a été tué ; Loredan, après y avoir laissé quelques hommes de son équipage pour la garder, se retourna contre une galiote, qu'il captura également. Laissant à nouveau quelques-uns de ses hommes et son drapeau dessus, il alluma les autres navires ottomans,. Le combat a duré de l'aube à la deuxième heure. Les sources vénitiennes et byzantines conviennent que de nombreux équipages ottomans ont simplement sauté à la mer et abandonné leurs navires et que les Ottomans se sont retirés une fois que la bataille s'est clairement retournée contre eux.
Les Vénitiens ont vaincu la flotte ottomane, tuant son commandant Çali Bey (Cialasi-beg Zeberth) et de nombreux capitaines et équipages, et capturant six grandes galères et neuf galères, selon le récit de Loredan,. Doukas prétend que les Vénitiens ont capturé 27 navires au total, tandis que le chroniqueur égyptien contemporain Maqrizi a réduit le nombre à douze. Loredan donne un compte détaillé des navires capturés par ses hommes : son propre navire a capturé une galère et une galère de 20 bancs d'avirons ; la galère Contarini a capturé une galère ; la galère de Giorgio Loredan a capturé deux galères de 22 bancs et deux galères de 20 bancs ; la galère Grimani de Negroponte a capturé une galère ; la galère de Jiacopo Barbarini a capturé une galère de 23 bancs et une autre de 19 bancs ; la même chose pour la cuisine Capello ; la galère de Girolamo Minotto de Naples a capturé la galère phare ottomane, qui avait été vaincue et poursuivie auparavant par la galère Capello ; les galères Venieri et Barbarigo de Candie ont pris une galère. Les pertes vénitiennes étaient légères, douze tuées - principalement par noyade - et 340 blessés, la plupart légèrement. Loredan a rapporté avoir pris 1 100 captifs, tandis que Maqrizi évalue le nombre total de morts ottomans à 4 000 hommes.
La flotte vénitienne s'approcha alors de Gallipoli et bombarda le port, sans réponse des Ottomans à l'intérieur des murs. Les Vénitiens se sont ensuite retirés à environ un mile de Gallipoli pour récupérer leurs forces et soigner leurs blessés. Parmi les équipages ottomans captifs se trouvaient de nombreux chrétiens - génois, catalans, crétois, provençaux et siciliens - qui ont tous été exécutés par pendaison aux bras de la cour, tandis qu'un certain Giorgio Calergi, qui avait participé à une révolte contre Venise, était cantonné sur le pont du vaisseau amiral de Loredan. Beaucoup d'esclaves de galère chrétiens ont également péri au combat,. Doukas place ces événements plus tard, à Tenedos, où les prisonniers turcs ont été exécutés, tandis que les prisonniers chrétiens ont été divisés en ceux qui avaient été mis au service comme esclaves de galère, qui ont été libérés, et ceux qui étaient entrés au service ottoman comme mercenaires, qui étaient empalés. Après avoir brûlé cinq galléots en vue de Gallipoli, Loredan se prépara à se retirer avec ses navires à Tenedos pour prendre de l'eau, réparer ses navires, soigner ses blessés et faire de nouveaux plans. Le commandant vénitien a envoyé une nouvelle lettre au commandant ottoman de la ville se plaignant d'un manquement à la foi et expliquant qu'il reviendrait de Tenedos pour mener à bien sa mission d'escorter les ambassadeurs, mais le commandant ottoman n'a pas répondu.

### Conséquences
L'un des capitaines turcs qui avaient été faits prisonniers a également écrit une lettre au sultan, déclarant que les Vénitiens avaient été attaqués sans motif. Il a également informé Loredan que les restes de la flotte ottomane étaient tels qu'ils ne représentaient aucune menace pour lui : une seule galère et quelques galléots et petits navires étaient en état de naviguer, tandis que le reste des galères de Gallipoli étaient hors service. À Tenedos, Loredan a tenu un conseil de guerre, où l'opinion était de retourner à Negroponte pour des provisions, pour débarquer les blessés et pour vendre trois des galères pour des prix en argent pour les équipages. Loredan n'était pas d'accord, estimant qu'ils devraient maintenir la pression sur les Turcs, et résolut de retourner à Gallipoli pour faire pression pour le passage des ambassadeurs à la cour du sultan. Il a envoyé son frère avec son bateau pour amener les plus gravement blessés à Negroponte et a brûlé trois des galères capturées car elles étaient trop lourdes - dans sa lettre à la Signoria, il a exprimé l'espoir que ses hommes seraient toujours récompensés. Ses constructeurs estimaient la valeur des navires brûlés à 600 ducats d'or.
Entre le 24 et le 26 juillet, Dolfino Venier a réussi à conclure un premier accord avec le sultan, incluant le retour mutuel des prisonniers. Cependant, ce dernier terme a dépassé son mandat initial et a été mal accueilli à Venise, car les prisonniers de la marine ottomane étaient précieux en tant qu'esclaves de galère potentiels et leur libération renforcerait la flotte ottomane. En conséquence, à son retour à Venise le 31 octobre, Venier se trouva jugé. Il a finalement été acquitté. Le 24 février 1417, un envoyé du Sultan, un « gran baron » nommé Chamitzi (probablement Hamza) arriva à Venise et exigea la libération des prisonniers ottomans, d'autant plus que le Sultan avait déjà libéré 200 des prisonniers emmenés à Negroponte. À cela les Vénitiens, qui considéraient l'accord de Venier comme nul, objectèrent que seuls les vieillards et les infirmes étaient libérés, tandis que le reste avait été vendu en esclavage et qu'aucune comparaison ne pouvait être faite entre des personnes capturées lors d'un raid et des prisonniers capturés « dans une guerre juste ».
Selon Doukas, au même printemps, Loredan conduisit à nouveau sa flotte dans les Dardanelles et tenta de capturer une forteresse qui avait été érigée par le frère de Mehmed, Suleyman Bey, à Lampsaque, du côté anatolien du détroit (le soi-disant "Emir Süleyman Burkozi"). Alors qu'ils ont infligé des dommages importants au fort avec leurs canons, les Vénitiens ont été empêchés d'accoster en raison de la présence de Hamza Bey, le frère du grand vizir Bayezid Pacha (en), avec 10 000 hommes. En conséquence, les Vénitiens ont laissé le fort à moitié détruit et ont navigué sur Constantinople. Dans leur sillage, Hamza Bey a fait rasé le fort, de peur que les Vénitiens ne le capturent à l'avenir. En mai 1417, les Vénitiens ordonnèrent à leur bailo à Constantinople, Giovanni Diedo, de rechercher un accord de paix avec le sultan, mais au cours des deux années suivantes, Diedo fut incapable de réaliser quoi que ce soit, en partie à cause des restrictions imposées à ses mouvements - il ne devait pas se déplacer à plus de quatre jours de marche à l'intérieur des terres depuis le rivage - et en partie en raison de la propre position du sultan, qui devait être négative aux propositions de Venise. La liberté de passage pour les Dardanelles et une exemption de tous droits ou péages pour ce passage figuraient parmi les principales revendications vénitiennes.
Le conflit a finalement pris fin en novembre 1419, lorsqu'un traité de paix a été signé entre le sultan et le nouveau baile vénitien à Constantinople, Bertuccio Diedo, dans lequel les Ottomans ont reconnu par le nom les possessions d'outre-mer de Venise et ont accepté un échange de prisonniers - ceux qui ont été faits par les Ottomans à Eubée et par Venise à Gallipoli,.
La victoire de Gallipoli a assuré la supériorité navale vénitienne pour les décennies à venir, mais a également conduit les Vénitiens à la complaisance et à un excès de confiance, car, selon l'historien Seth Parry, le « large succès remporté sans difficulté sur la flotte ottomane a confirmé les Vénitiens dans leur croyance qu'ils étaient largement supérieurs aux Turcs dans la guerre navale ». Pendant le long siège de Thessalonique (1422–1430) et les conflits qui ont suivi au cours du siècle, cependant, « les Vénitiens apprendraient à leurs dépens que la supériorité navale seule ne pouvait garantir une position de force éternelle en Méditerranée orientale. »

### Sources
- Sophia Antoniadis, Venezia e l' Oriente fra tardo Medioevo e Rinascimento a cura di Augustino Pertusi, Florence, G. C. Sansoni, 1966, 267–281 p. (OCLC 4500339), « Le récit du combat naval de Gallipoli chez Zancaruolo en comparison avec le texte d'Antoine Morosini et les historiens grecs du XVe siècle ».
- (en) Georg Christ, Sebastian Kolditz (dir.) et Markus Koller (dir.), The Transitions from the Byzantine to the Ottoman Era, Rome, Viella, 2018, 87–110 p. (ISBN 978-88-6728-917-2), « News from the Aegean: Antonio Morosini Reporting on Ottoman-Venetian Relations in the Wake of the Battle of Gallipoli (Early 15th Century) ».
- Antonio Fabris, « From Adrianople to Constantinople: Venetian–Ottoman diplomatic missions, 1360–1453 », Mediterranean Historical Review, vol. 7, no 2,‎ 1992, p. 154–200 (DOI 10.1080/09518969208569639).
- (it) Giuseppe Gullino et Ugo Tucci, Storia di Venezia. Dalle origini alla caduta della Serenissima, vol. IV: Il Rinascimento. Politica e cultura, Rome, Enciclopedia Italiana, 1996, 13–111 p. (OCLC 644711024, lire en ligne), « Le frontiere navali ».
- Marc-Antoine Laugier, Histoire de la République de Venise depuis sa fondation jusqu'à présent. Tome cinquième, Paris, N. B. Duchesne, 1760 (Modèle:Gbook).
- (en) Harry Magoulias, Decline and Fall of Byzantium to the Ottoman Turks, by Doukas. An Annotated Translation of "Historia Turco-Byzantina" by Harry J. Magoulias, Wayne State University, Détroit, Wayne State University Press, 1975, 346 p. (ISBN 0-8143-1540-2).
- (it) Camillo Manfroni, « La battaglia di Gallipoli e la politica veneto-turca (1381-1420) », L'Ateneo Veneto, Venice, vol. XXV, no II,‎ 1902, Fasc. I, pp. 3–34; Fasc. II, pp. 129–169.
- (en) William Miller, The Latins in the Levant: A History of Frankish Greece (1204–1566), Londres, John Murray, 1908 (OCLC 563022439, lire en ligne).
- J. Melville-Jones, « The Battle of Gallipoli 1416: a detail rescued from a chronicle », The Medieval Chronicle, vol. 11,‎ 2017, p. 213–219 (ISBN 9789004351875, DOI 10.1163/9789004351875_012).
- (it) Marin Sanudo et Ludovico Antonio Muratori (dir.), Rerum Italicarum Scriptores, Tomus XXII, Milan, 1733 (Modèle:Gbook), « Vite de' duchi di Venezia », cols. 399–1252.
- (en) Setton Kenneth M., The Papacy and the Levant (1204–1571), vol. I : The Thirteenth and Fourteenth Centuries, Philadelphie, The American Philosophical Society, 1976 (ISBN 0-87169-114-0, présentation en ligne).
- (en) Setton Kenneth M., The Papacy and the Levant (1204–1571), vol. II : The Fifteenth Century, Philadelphie, The American Philosophical Society, 1978 (ISBN 0-87169-127-2, présentation en ligne).
- (en) Alan M. Stahl et Pamela O. Long (dir.) (trad. de l'anglais), The Book of Michael of Rhodes : A Fifteenth-Century Maritime Manuscript. Volume III : Studies, Cambridge, Massachusetts, MIT Press, 2009, 35–98 p. (ISBN 978-0-262-12308-2, Modèle:Gbook), « Michael of Rhodes: Mariner in Service to Venice ».